# Брен (3 век пр.н.е.)
Вижте пояснителната страница за други личности с името Брен.
Брен (Brennus, Brennos; Brenn; + 279 пр.н.е.) e келтски вожд, основен предводител на Галското (келтското) нашествие на Балканите през 3 век пр.н.е.
През 280 пр.н.е., начело на 85 000-на армия, водена от него и Акихорий, той пристига от Панония в Тракия.
Галите се разделят на три отряда и навлизат в Македония и Централна Гърция. Брен и Акихорий навлизат в Пеония, където попълват войските си с пеони и траки, (трибали и др. племена).
Другите два отряда се командват от Керетрий и Болгий. Керетрий с 20 000 души напада траките и трибалите. Болгий напада Македония и Илирия и през 279 пр.н.е. побеждава македонския крал Птолемей Керавън, който е заловен и убит.
Брен напада и побеждава македонския стратег и крал Состен и опустошава страната.
След това келтите се връщат обратно. Скоро след това Брен започва трета експедиция в Централна Гърция. Войската му се състои от 152 000 пехотинци и 24 000 кавалеристи. Използвал тактиката Trimarcisia, всеки конник е подпомаган от двама слуги на коне. Те трябва да му дадат кон, ако нещо се случи и да го заместят, ако бъде убит.
В битката при Термопилите 279 пр.н.е., въпреки победата си, Брен претърпява тежки загуби от съюзените гръцки сили. Той изпраща Акихорий с голяма войска в Етолия, за да отклони част от противниковите сили и както се е надявал, голяма част от гърците отива да защитава нападната територия.
Брен напада Делфи, където е победен и ранен в битката. Според Павзаний на връщане той се самоубива, измъчван от угризения „заради злините, които нанесъл на Елада“.
Галите са победени след това при река Сперхей от чакащите ги там тесалийци и малийци.
Според някои съвременни изследователи Брен не се самоубива, а келтите успяват да ограбят прочутото светилище в Делфи.